# 格里·休森
格里·休森（英語：Gerry Hewson，1958年6月5日—），澳大利亚男子篮球运动员。他曾代表澳大利亚参加1988年、1992年、1996年和2000年夏季残疾人奥林匹克运动会轮椅篮球比赛，获得一枚金牌。